# Bosanski ljiljan (simbol)
Bosanski ljiljan ili zlatni ljiljan kao simbol u Bosni i Hercegovini počinje se koristiti u srednjem vijeku. Prisutan je na novcu, pečatima, zastavama, grbovima plemićkih dinastija, stećcima, raznim ukrasnim predmetima i dr. Posebno je postao popularan kada je Bosnom vladao kralj Tvrtko I. Kotromanić. Dinastija Kotromanić je kao svoj simbol koristila bosanski ljiljan, najčešće zvan zlatni ljiljan.
Prema nekim izvorima, ljiljan potječe iz ugarsko-anžuvinskog kraljevstva. No, ta teza je manje vjerojatna budući da je kralj Tvrtko I. Kotromanić na početku svoje vladavine imao nesuglasice s Anžuvinskim Kraljevstvom, zbog namjere Anžuvinskog Kraljevstva da Bosnu prisvoji svome kraljevstvu.
Također postoji mogućnost da je ljiljan uveden kao paralela s francuskim patarenima koji su dijelili neka od temeljnih načela doktrine Crkve bosanske. Na taj način Tvrtko je htio pokazati jedinstvo bosanskog naroda u okruženju rimokatoličke i bizantske kulture. U svakom slučaju, zlatni ljiljan se može smatrati autohtonim bosanskim simbolom, s obzirom da postoji i posebna vrsta ljiljana poznata kao „Lilium bosniacum”.
Grb od zlatnih ljiljana koji je izradila kraljevska obitelj Kotromanić sastoji se od šest zlatnih ljiljana na plavoj pozadini s bijelom vrpcom. Dolaskom Osmanlija na Balkan i padom dinastije Kotromanić, sam grb izlazi iz upotrebe.
Godine 1992. grb od zlatnih ljiljana pronašao je svoju ponovnu upotrebu proglašenjem neovisne Republike Bosne i Hercegovine. Zastava Republike Bosne i Hercegovine sastojala se od grba zlatnih ljiljana na bijeloj pozadini. To je bila i zastava sa zlatnim mačevima u kutevima grba Armije Republike Bosne i Hercegovine. Grb je uklesan na grobovima bošnjačkih boraca.
Godine 1998., nakon protesta političkih predstavnika bivše Herceg-Bosne i Republike Srpske, zastava Bosne i Hercegovine zamijenjena je novom. Pojedine bošnjačke političke strukture još uvijek koriste grb i zastavu u prigodnim kulturnim prilikama, a na grbovima pojedinih kantona i općina, ljiljan se koristi kao simbol Bošnjaka.